# Queiroz Galvão
O Grupo Queiroz Galvão S/A é um conglomerado industrial brasileiro. Foi fundado no Recife, em Pernambuco, e tem sede na capital fluminense, Rio de Janeiro.
Presente em todos os estados brasileiros e em outros países da América Latina e da África, também exporta seus produtos para os Estados Unidos, Canadá e Europa, empregando cerca de 40 mil trabalhadores. Originado no segmento de Construção, hoje atua em diversos setores, destacando-se os de Óleo e Gás, Exploração e Produção, Cimento, Engenharia Ambiental, Participações e Concessões, Desenvolvimento Imobiliário.
O grupo é controlado pela família Queiroz Galvão, representada por Antonio de Queiroz Galvão, presidente do Conselho de Administração.

## História
O Grupo Queiroz Galvão nasceu em abril no ano de 1953, no Recife, em Pernambuco. Os irmãos Antonio, Mário, João e Dario de Queiroz Galvão criaram uma pequena empresa de engenharia que se transformou num dos maiores grupos empresariais do Brasil.
Em 1963, a empresa transfere sua sede para o Rio de Janeiro, então especializada em construir estradas, seguiu crescendo, atravessando as fronteiras estaduais, buscando participar dos mais diversos segmentos da economia. Operando nas áreas de exploração de Petróleo e Gás; Siderurgia, Agropecuária e Alimentos; Transportes Urbanos; Concessões de Serviços Públicos e na área financeira através do banco BGN S.A., o grupo Queiroz Galvão inicia a sua diversificação. Nos anos seguintes, presente em todo o território nacional, passou a atuar em países sul-americanos - Uruguai, Peru e Bolívia e sul da Africa, levando ao exterior a marca da Queiroz Galvão.
O primeiro desafio da Construtora na América Latina foi a barragem de Paso Severino, obra hídrica que abastece a cidade de Montevidéu, capital do Uruguai. Na Bolívia, a Construtora executa o trecho Tarija–Potosí da Ruta F-1 Panamericana e o trecho Potosí-Cotagaita da Ruta F-14, totalizando 440 km de rodovia em pavimento rígido.
Também foi responsável pela construção do trecho La Paz-Desaguadero, na fronteira com o Peru (95 km de extensão) e Padcaya-La Mamora-Emboruzú-Bermejo, fronteira com a Argentina (126 km de extensão). Ambos foram realizados sobre a Ruta F-1 do Sistema Vial Boliviano. A Queiroz Galvão executou também o trecho Ascención-San Pablo, com extensão de 114 km, da Rodovia Santa Cruz de la Sierra-Trinidad.
Entre outros importantes projetos rodoviários executados no Peru, a construtora participa do trecho Puente Inanbari-Azangaro do Corredor Bioceânico Sur (Brasil-Peru). No Chile, a empresa realiza as obras de construção da Hidrelétrica La Higuera, na localidade de San Fernando, com capacidade instalada de 155 MW.
Desde 2012, foram feitos progressos para aumentar a produtividade e as economias de energia e trazer uma redução específica das emissões de gases de efeito estufa. Em 2015, a empresa foi premiada com o Fray International Sustainability Award em Antalya, na Turquia, por sua contribuição para o desenvolvimento sustentável.

### Principais obras no Brasil
- Linha 5 do Metrô de São Paulo[3]
- Linha 6 do Metrô de São Paulo[3]
- Via Mangue[3]
- Complexo Viário de Natal[3]
- Ponte do Guaíba[3]
- TransBrasil[3]
- Duplicação da Rodovia dos Tamoios[3]
- Obras do Contorno de São Sebastião[3]

## Negócios
Construçãoː atua na realização de obras de grande porte em diversos segmentos – transportes, refinarias, vias urbanas, saneamento e mobilidade urbana.
Engenharia ambientalː a subsidiária Vital atua na coleta de resíduos, varrição de vias públicas, serviços complementares de limpeza urbana, destinação final de resíduos e aproveitamento energético.
Desenvolvimento imobiliárioː por meio da Casa Orange, atua no segmento imobiliário nos Estados de Pernambuco, São Paulo, Bahia e Rio de Janeiro.
Gestão de negóciosː a Queiroz Galvão Gestão de Negócios (QGGN) é resultante da fusão da Queiroz Galvão Participações e Concessões (QGPC) com a Queiroz Galvão Desenvolvimento de Negócios (QGDN) atuando nos segmentos de mobilidade urbana, concessões de rodovias, saneamento, alimentos (frutas irrigadas em Petrolina e pecuária no Pará) e produção de cimento. Também foi constituída a empresa QG Infra. A Cimento Portland Participações - CPP é uma joint venture com o Grupo Cornélio Brennand, sendo dona da marca Cimento Bravo e da Cimar, unidade de moagem de cimento, localizada em São Luís (MA).
Naval e offshoreː a Queiroz Galvão Naval e Offshore detém e opera, em parceria com outras empresas, atividades em dois estaleirosː o Estaleiro Atlântico Sul (EAS, em Ipojuca, Pernambuco) e o Estaleiro Honório Bicalho (em Rio Grande, no Rio Grande do Sul). Por meio do EAS foram entregues à Petrobras seis plataformas de perfuração, exploração e produção de óleo e gás (FPU P53, FPU SS P55, FPSO P58, FPSO P63 e as plataformas de perfuração P59 e P60), e à subsidiária Transpetro sete navios-petroleiros da série Suezmax (João Cândido, Zumbi dos Palmares, Dragão do Mar, Henrique Dias, André Rebouças, Marcílio Dias e José do Petrocínio).

## Antigos negócios
Enauta
Em 1998, foi fundada a Queiroz Galvão Óleo e Gás (QGOG), realizando atividades na exploração e produção de petróleo com a compra de participações em vários ativos da Petrobras, para operação conjunta, entre 1998 e 2000. Inicialmente, a companhia adquiriu participações nos blocos BC-7, BCAM-40 (onde está o Campo de Manati) e o BS-3.
Em 2000, foram descobertas as reservas de gás e condensado no Campo de Manati, no litoral da Bahia, começando a produzir gás natural em 2007.
Em 2010, foi criada Queiroz Galvão Exploração e Produção (QGEP), após a decisão por segregar as operações de exploração e produção de petróleo das atividades de prestação de serviços. Em 2011, foi feito o IPO da QGEP, movimentando R$ 1,52 bilhão.
Em março de 2019, a QGEP anunciou a mudança de nome para Enauta. Em 2023, com a conversão de dívidas, a Queiroz Galvão transferiu o controle da Enauta para os credores. Em março de 2024, o Bradesco tornou-se o maior acionista, com 26,2% de participação.
CAB Ambiental
A CAB Ambiental foi fundada em 2006 com o nome de Companhia de Águas do Brasil - CAB Ambiental. A empresa se expandiu nos anos seguintes, adquirindo concessões de saneamento em diversos municípios.
Em julho de 2017, a Galvão Participações transferiu suas ações para o Iguá Fundo de Investimento em Participações Multiestratégia (“FIP IGUÁ”), que passou a ter o controle de 84,2% empresa, sob a gestão da IG4 Capital.  Assembleia Geral Extraordinária a mudança da denominação social para Iguá Saneamento S.A.. Em 2019, o Grupo Queiroz Galvão deixou de ter participação na companhia, vendendo 20% de sua participação indireta para o AIMCo, que passou a deter 49,24% da Iguá.

## Operação Lava Jato
A Justiça Federal determinou o bloqueio de um crédito de R$163 milhões que a Queiroz Galvão teria de receber do governo do estado de Alagoas. A medida é relativa a um crédito de precatório da empreiteira junto ao Estado de Alagoas – não tem relação com o cartel de empreiteiras que assumiram o controle de contratos bilionários na Petrobrás. “Entre as empreiteiras envolvidas no esquema criminoso, encontrar-se-ia a Construtora Queiroz Galvão S/A e os respectivos dirigentes Ildefonso Colares Filho e Othon Zanóide de Moraes Filho”, anotou o Juiz Sérgio Moro na decisão em que manda sequestrar R$ 163 milhões da empreiteira.
Em 2 de agosto de 2016 foi alvo da Operação Resta Um, deflagrada pela Polícia Federal, por integrar um cartel para fraudar licitações da Petrobras. Além dos ajustes e fraude a licitações, as evidências colhidas nas investigações revelam que houve corrupção, com o pagamento de valores indevidos em favor de altos funcionários das diretorias de Serviços e de Abastecimento da Petrobras. A operação também investiga o pagamento de R$ 10 milhões ao ex-presidente do PSDB Sérgio Guerra com o objetivo de obstruir a investigação da Comissão Parlamentar de Inquérito (CPI) da Petrobras, em 2009. Dois ex-executivos da construtora foram presos.